# Ilija Đuknić
Ilija Đuknić, srbski general, * 6. december 1893, † ?.

## Življenjepis
Deloval je med balkanskima vojnama in prvo svetovno vojno. Leta 1924 je diplomiral na beograjski Tehniški fakulteti. Leta 1932 je bil reaktiviran v VKJ, kjer je postal inženirski polkovnik. Med letoma 1941 in 1945 je bil v nemškem vojnem ujetništvu; že od leta 1941 je deloval za NOVJ.
Avgusta 1945 je vstopil v JLA, kjer je ostal do upokojitve leta 1958.